# Ліхтенштейн на літніх Олімпійських іграх 1972
Ліхтенштейн брав участь у літніх Олімпійських іграх 1972 року в Мюнхені (ФРН) всьоме у своїй історії, але не здобув жодної медалі. Країну на іграх представляли шість спортсменів у змаганнях з велоспорту, спортивної гімнастики, дзюдо та стрільби.

## Велоспорт
Спортсменів − 1

### Шосейні перегони
| Спортсмен  | Гонка            | Час          | Місце |
| ---------- | ---------------- | ------------ | ----- |
| Пауль Кінд | Групові перегони | Не Фінішував | -     |

## Спортивна гімнастика
Спортсменів — 1
Чоловіки
| Спортсмен    | Вид               | Опорний стрибок | Опорний стрибок | Вільні вправи | Вільні вправи | Кінь      | Кінь  | Кільця    | Кільця | Бруси     | Бруси | Перекладина | Перекладина | Многоборство | Многоборство |
| Спортсмен    | Вид               | Результат       | Місце           | Результат     | Місце         | Результат | Місце | Результат | Місце  | Результат | Місце | Результат   | Місце       | Результат    | Місце        |
| ------------ | ----------------- | --------------- | --------------- | ------------- | ------------- | --------- | ----- | --------- | ------ | --------- | ----- | ----------- | ----------- | ------------ | ------------ |
| Бруно Банцер | Особиста першість | 17,55           | 88              | 15,70         | 107           | 17,35     | 60    | 16,00     | 104    | 17,20     | 88    | 17,55       | 67          | 101,35       | 88           |

## Дзюдо
Спортсменів − 2
| Спортсмен        | Вагова категорія | Результат                  |
| ---------------- | ---------------- | -------------------------- |
| Армін Бюхель     | Напівсередня     | Видалений у першому раунді |
| Ганс Якоб Шедлер | Напівважка       | Видалений у першому раунді |

## Стрільба
Спортсменів − 2
| Спортсмен      | Вид                                 | Результат | Місце |
| -------------- | ----------------------------------- | --------- | ----- |
| Рено Зеле      | Малокаліберна гвинтівка лежачи, 50м | 583       | 81    |
| Луїс Фроммельт | Малокаліберна гвинтівка лежачи, 50м | 580       | 87    |